# Непецинский сельский округ
Непецинский сельский округ — упразднённая административно-территориальная единица, существовавшая на территории Коломенского района Московской области в 1994—2006 годах.
Непецинский сельсовет был образован в первые годы советской власти. По данным 1918 года он входил в состав Непецинской волости Коломенского уезда Московской губернии.
В 1922 году к Непецинскому с/с были присоединены Козинский и Настасьинский с/с.
27 октября 1925 года из Непецинского с/с был выделен Настасьинский с/с.
В 1926 году Непецинский с/с включал село Непецино и деревню Козино.
В 1929 году Непецинский с/с был отнесён к Коломенскому району Коломенского округа Московской области. При этом к нему был присоединён Настасьинский с/с.
20 мая 1930 года к Непецинскому с/с было присоединено селение Санино, переданное из Воскресенского района.
12 апреля 1952 года из Шкиньского с/с в Непецинский было передано селение Горностаево.
1 февраля 1963 года Колменский район был упразднён и Непецинский с/с вошёл в Коломенский сельский район. 11 января 1965 года Непецинский с/с был возвращён в восстановленный Коломенский район.
3 февраля 1994 года Непецинский с/с был преобразован в Непецинский сельский округ.
23 сентября 2003 года к Непецинскому с/о был присоединён Шкиньский сельский округ. Одновременно из Никульского с/о в Непецинский были переданы посёлок отделения «Возрождение», село Шеметово, деревни Городище-Юшково, Лыково, Новое, Речки и Семёновское.
10 ноября 2004 года в Непецинском с/о посёлок племхоза «Индустрия» был переименован в посёлок Индустрия.
В ходе муниципальной реформы 2004—2005 годов Непецинский сельский округ прекратил своё существование как муниципальная единица. При этом все его населённые пункты были переданы в сельское поселение Непецинское.
29 ноября 2006 года Непецинский сельский округ исключён из учётных данных административно-территориальных и территориальных единиц Московской области.